# Liste der Ortschaften im Bezirk Gmünd
Die Liste der Ortschaften im Bezirk Gmünd enthält die Gemeinden und ihre zugehörigen Ortschaften im niederösterreichischen Bezirk Gmünd (in Klammern stehen die Einwohnerzahlen zum Stand 1. Jänner 2024):
- Amaliendorf-Aalfang
  - Aalfang (359)
  - Amaliendorf (709) (Hauptort)
  - Falkendorf (39)

- Bad Großpertholz
  - Abschlag (79)
  - Angelbach (118)
  - Bad Großpertholz (513) (Hauptort)
  - Hirschenstein (0)
  - Karlstift (132)
  - Mühlbach (117)
  - Reichenau am Freiwald (69)
  - Scheiben (80)
  - Seifritz (17)
  - Steinbach (36)
  - Watzmanns (67)
  - Weikertschlag (58)

- Brand-Nagelberg
  - Alt-Nagelberg (557) (Hauptort)
  - Brand (447)
  - Finsternau (143)
  - Neu-Nagelberg (92)
  - Steinbach (216)

- Eggern
  - Eggern (480) (Hauptort)
  - Reinberg-Heidenreichstein (97)
  - Reinberg-Litschau (101)

- Eisgarn
  - Eisgarn (379) (Hauptort)
  - Groß-Radischen (209)
  - Klein-Radischen (59)
  - Wielings (66)

- Gmünd
  - Breitensee (185)
  - Gmünd (4441) (Hauptort)
  - Grillenstein (125)
  - Großeibenstein (206)
  - Kleineibenstein (189)

- Großdietmanns
  - Dietmanns (682) (Hauptort)
  - Ehrendorf (425)
  - Eichberg (289)
  - Höhenberg (123)
  - Hörmanns bei Weitra (205)
  - Reinpolz (47)
  - Unterlembach (167)
  - Wielands (243)

- Großschönau
  - Engelstein (108)
  - Friedreichs (90)
  - Großotten (130)
  - Großschönau (326) (Hauptort)
  - Harmannstein (119)
  - Hirschenhof (24)
  - Mistelbach (69)
  - Rothfarn (66)
  - Schroffen (48)
  - Thaures (77)
  - Wachtberg (35)
  - Wörnharts (87)
  - Zweres (39)

- Haugschlag
  - Griesbach (93)
  - Haugschlag (247) (Hauptort)
  - Rottal (67)
  - Türnau (74)

- Heidenreichstein
  - Altmanns (160)
  - Dietweis (129)
  - Eberweis (210)
  - Guttenbrunn (32)
  - Haslau (42)
  - Heidenreichstein (2399) (Hauptort)
  - Kleinpertholz (164)
  - Motten (121)
  - Seyfrieds (241)
  - Thaures (102)
  - Wielandsberg (42)
  - Wolfsegg (93)

- Hirschbach
  - Hirschbach (529)
  - Stölzles (58)

- Hoheneich
  - Hoheneich (1022) (Hauptort)
  - Nondorf (366)

- Kirchberg am Walde
  - Fromberg (107)
  - Kirchberg am Walde (495) (Hauptort)
  - Hollenstein (157)
  - Süßenbach (188)
  - Ullrichs (196)
  - Weißenalbern (122)

- Litschau
  - Gopprechts (154)
  - Hörmanns bei Litschau (91)
  - Josefsthal (0)
  - Litschau (1282) (Hauptort)
  - Loimanns (134)
  - Reichenbach (39)
  - Reitzenschlag (134)
  - Saaß (48)
  - Schandachen (79)
  - Schlag (68)
  - Schönau bei Litschau (77)

- Moorbad Harbach
  - Harbach (148) (Hauptort)
  - Hirschenwies (102)
  - Lauterbach (195)
  - Maißen (115)
  - Schwarzau (9)
  - Wultschau (127)

- Reingers
  - Grametten (47)
  - Hirschenschlag (112)
  - Illmanns (65)
  - Leopoldsdorf (201)
  - Reingers (185) (Hauptort)

- St. Martin
  - Anger (55)
  - Breitenberg (10)
  - Harmanschlag (241)
  - Joachimstal (9)
  - Langfeld (67)
  - Oberlainsitz (113)
  - Reitgraben (7)
  - Rörndlwies (8)
  - Roßbruck (87)
  - St. Martin (276) (Hauptort)
  - Schöllbüchl (51)
  - Schützenberg (32)
  - Zeil (115)

- Schrems
  - Anderlfabrik (0)
  - Ehrenhöbarten (58)
  - Gebharts (141)
  - Kiensaß (32)
  - Kleedorf (177)
  - Kottinghörmanns (317)
  - Kurzschwarza (76)
  - Langegg (241)
  - Langschwarza (245)
  - Neulangegg (50)
  - Neuniederschrems (74)
  - Niederschrems (428)
  - Pürbach (232)
  - Schrems (3192) (Hauptort)

- Unserfrau-Altweitra
  - Altweitra (257)
  - Heinrichs bei Weitra (187)
  - Ober-Lembach (82)
  - Pyhrabruck (50)
  - Schagges (90)
  - Ulrichs (86)
  - Unserfrau (225) (Hauptort)

- Waldenstein
  - Albrechts (334)
  - Groß-Höbarten (133)
  - Groß-Neusiedl (108)
  - Grünbach (92)
  - Klein-Ruprechts (116)
  - Waldenstein (369) (Hauptort)
  - Zehenthöf (27)

- Weitra (1538)
  - Großwolfgers (184)
  - Oberbrühl (47)
  - Oberwindhag (45)
  - Reinprechts (172)
  - Spital (213)
  - St. Wolfgang (117)
  - Sulz (63)
  - Tiefenbach (46)
  - Unterbrühl (16)
  - Walterschlag (60)
  - Weitra (1538) (Hauptort)
  - Wetzles (90)